# Isle of Palms (Karolina Południowa)
Isle of Palms – miasto w Stanach Zjednoczonych, w stanie Karolina Południowa, w hrabstwie Charleston.